# Letní olympijské hry 1988
XXIV. letní olympijské hry se uskutečnily v době od 17. září do 2. října 1988 v Soulu v Jižní Koreji. Zúčastnilo se jich 8465 sportovců (6279 mužů a 2186 žen) ze 159 zemí. Soutěžilo se v 263 disciplínách 27 sportů. Poprvé v historii byl do olympijského programu zařazen stolní tenis. Tenis se na soulských hrách objevil po 64 letech, když došlo ke zmírnění olympijských pravidel ohledně účasti profesionálů. Tenisté však nedostali peníze ani body do žebříčku, proto se řada předních hráčů jako tehdejší světová jednička Mats Wilander turnaje nezúčastnila.
Centrem olympijského dění byl Seoul Sports Complex ve čtvrti Songpa s olympijským stadionem pro sedmdesát tisíc diváků. Maskotem her byl tygr Hodori, ústřední píseň „Hand in Hand“ složili Giorgio Moroder a Tom Whitlock.
Pořadatelské město bylo vybráno v roce 1981 a dostalo přednost před dalším zájemcem, japonskou Nagojou. Ani těmto hrám se nevyhnul bojkot (podobně jako v roce 1976, 1980 a 1984), své sportovce nevyslala Severní Korea, Kuba, Etiopie a Albánie.

## Politické pozadí
Po bojkotu olympiády v Los Angeles vyvstaly obavy o osud her v Soulu: Jižní Korea byla dosud oficiálně ve válce se Severní Koreou a neudržovala diplomatické vztahy s komunistickými státy. Juan Antonio Samaranch dosáhl toho, že v listopadu 1984 byla v Ciudad de México přijata deklarace odmítající politicky motivované bojkoty her. Sovětský svaz poté zrušil zákaz startu svých sportovců na jihokorejském území. V roce 1985 navrhla KLDR, aby oba korejské státy uspořádaly hry společně. Jihokorejci původně souhlasili a nabídli Pchjongjangu uspořádání části fotbalového turnaje a soutěže v lukostřelbě a stolním tenise. Severokorejci však toto symbolické gesto odmítli a požadovali pořadatelství poloviny všech soutěží, stejně jako společný organizační výbor a právo nazývat svoji část programu „Pchjongjangská olympiáda“. K dohodě proto nedošlo, když SSSR a Čína v rámci zlepšování vztahů se Západem neposkytli KLDR očekávanou podporu. Nakonec se zástupci severní části poloostrova her vůbec nezúčastnili.

## Sporty
- Atletika
- Basketbal
- Box
- Cyklistika
- Fotbal
- Sportovní gymnastika
- Moderní gymnastika
- Házená
- Jachtink
- Jezdectví
- Judo
- Kanoistika
- Lukostřelba
- Moderní pětiboj
- Plavání
- Pozemní hokej
- Skoky do vody
- Stolní tenis
- Sportovní střelba
- Synchronizované plavání
- Šerm
- Tenis
- Veslování
- Vodní pólo
- Volejbal
- Vzpírání
- Zápas

### Ukázkové sporty
- Badminton
- Baseball
- Bowling
- Taekwondo
- Závod na vozíčcích
- Ženské judo

## Počet medailí podle údajů mezinárodního olympijského výboru
| Pořadí | Země                                 | Zlato | Stříbro | Bronz | Celkem |
| 1      | Sovětský svaz (URS)                  | 55    | 31      | 46    | 132    |
| 2      | Německá demokratická republika (GDR) | 37    | 35      | 30    | 102    |
| 3      | Spojené státy americké (USA)         | 36    | 31      | 27    | 94     |
| 4      | Jižní Korea (KOR)                    | 12    | 10      | 11    | 33     |
| 5      | Západní Německo (FRG)                | 11    | 14      | 15    | 40     |
| 6      | Maďarsko (HUN)                       | 11    | 6       | 6     | 23     |
| 7      | Bulharsko (BUL)                      | 10    | 12      | 13    | 35     |
| 8      | Rumunsko (ROU)                       | 7     | 11      | 6     | 24     |
| 9      | Francie (FRA)                        | 6     | 4       | 6     | 16     |
| 10     | Itálie (ITA)                         | 6     | 4       | 4     | 14     |
| 11     | Čína (CHN)                           | 5     | 11      | 12    | 28     |
| 12     | Velká Británie (GBR)                 | 5     | 10      | 9     | 24     |
| 13     | Keňa (KEN)                           | 5     | 2       | 2     | 9      |
| 14     | Japonsko (JPN)                       | 4     | 3       | 7     | 14     |
| 15     | Austrálie (AUS)                      | 3     | 6       | 5     | 14     |
| 16     | Jugoslávie (YUG)                     | 3     | 4       | 5     | 12     |
| 17     | Československo (TCH)                 | 3     | 3       | 2     | 8      |
| 18     | Nový Zéland (NZL)                    | 3     | 2       | 8     | 13     |
| 19     | Kanada (CAN)                         | 3     | 2       | 5     | 10     |
| 20     | Polsko (POL)                         | 2     | 5       | 9     | 16     |
| 21     | Norsko (NOR)                         | 2     | 3       | 0     | 5      |
| 22     | Nizozemsko (NED)                     | 2     | 2       | 5     | 9      |
| 23     | Dánsko (DEN)                         | 2     | 1       | 1     | 4      |
| 24     | Brazílie (BRA)                       | 1     | 2       | 3     | 6      |
| 25     | Finsko (FIN)                         | 1     | 1       | 2     | 4      |
| 25     | Španělsko (ESP)                      | 1     | 1       | 2     | 4      |
| 27     | Turecko (TUR)                        | 1     | 1       | 0     | 2      |
| 28     | Maroko (MAR)                         | 1     | 0       | 2     | 3      |
| 29     | Rakousko (AUT)                       | 1     | 0       | 0     | 1      |
| 29     | Portugalsko (POR)                    | 1     | 0       | 0     | 1      |
| 29     | Surinam (SUR)                        | 1     | 0       | 0     | 1      |
| 32     | Švédsko (SWE)                        | 0     | 4       | 7     | 11     |
| 33     | Švýcarsko (SUI)                      | 0     | 2       | 2     | 4      |
| 34     | Jamajka (JAM)                        | 0     | 2       | 0     | 2      |
| 35     | Argentina (ARG)                      | 0     | 1       | 1     | 2      |
| 36     | Chile (CHI)                          | 0     | 1       | 0     | 1      |
| 36     | Kostarika (CRC)                      | 0     | 1       | 0     | 1      |
| 36     | Indonésie (INA)                      | 0     | 1       | 0     | 1      |
| 36     | Írán (IRI)                           | 0     | 1       | 0     | 1      |
| 36     | Nizozemské Antily (AHO)              | 0     | 1       | 0     | 1      |
| 36     | Peru (PER)                           | 0     | 1       | 0     | 1      |
| 36     | Senegal (SEN)                        | 0     | 1       | 0     | 1      |
| 36     | Americké Panenské ostrovy (ISV)      | 0     | 1       | 0     | 1      |
| 44     | Belgie (BEL)                         | 0     | 0       | 2     | 2      |
| 44     | Mexiko (MEX)                         | 0     | 0       | 2     | 2      |
| 46     | Kolumbie (COL)                       | 0     | 0       | 1     | 1      |
| 46     | Džibutsko (DJI)                      | 0     | 0       | 1     | 1      |
| 46     | Řecko (GRE)                          | 0     | 0       | 1     | 1      |
| 46     | Mongolsko (MGL)                      | 0     | 0       | 1     | 1      |
| 46     | Pákistán (PAK)                       | 0     | 0       | 1     | 1      |
| 46     | Filipíny (PHI)                       | 0     | 0       | 1     | 1      |
| 46     | Thajsko (THA)                        | 0     | 0       | 1     | 1      |
| Celkem | Celkem                               | 241   | 234     | 264   | 739    |

## Účastnické země
Her se zúčastnili sportovci ze 159 zemí. Následující země se zúčastnily poprvé v historii: Aruba, Americká Samoa, Cookovy ostrovy, Guam, Jižní Jemen, Maledivy a Svatý Vincenc a Grenadiny. Naposledy se her zúčastnila Německá demokratická republika a Sovětský svaz.
Čísla v závorkách udávají počty sportovců zastupujících zemi.

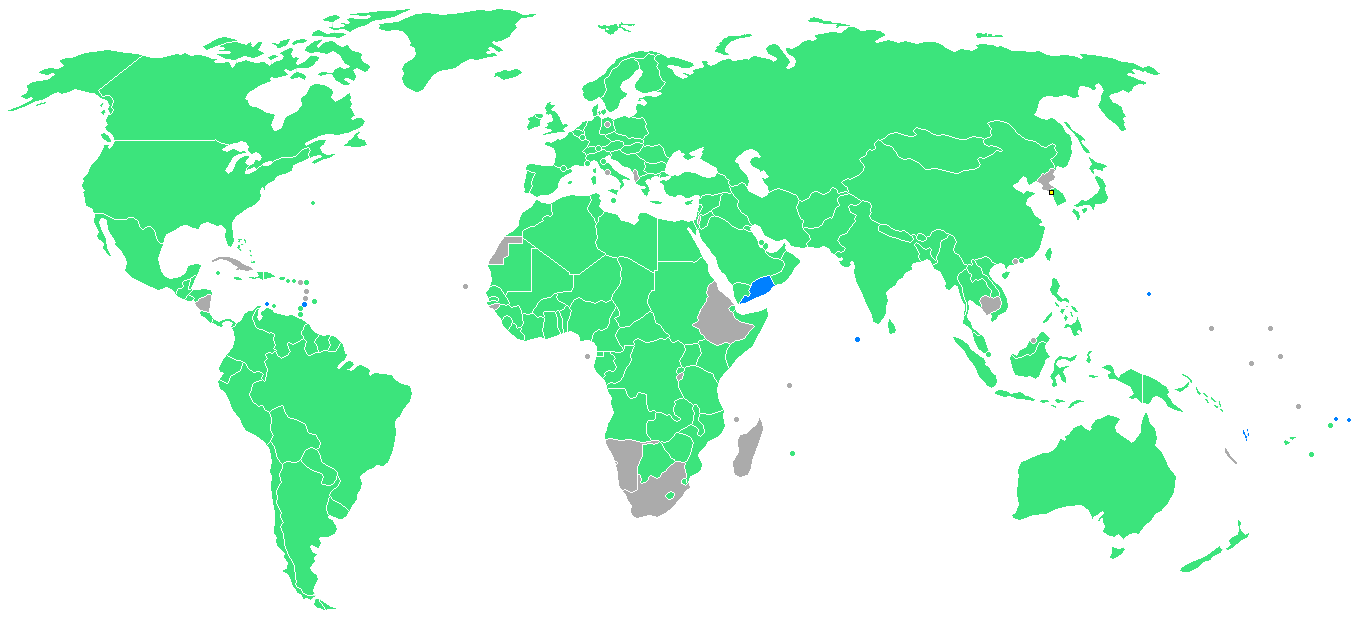
Účastnické země
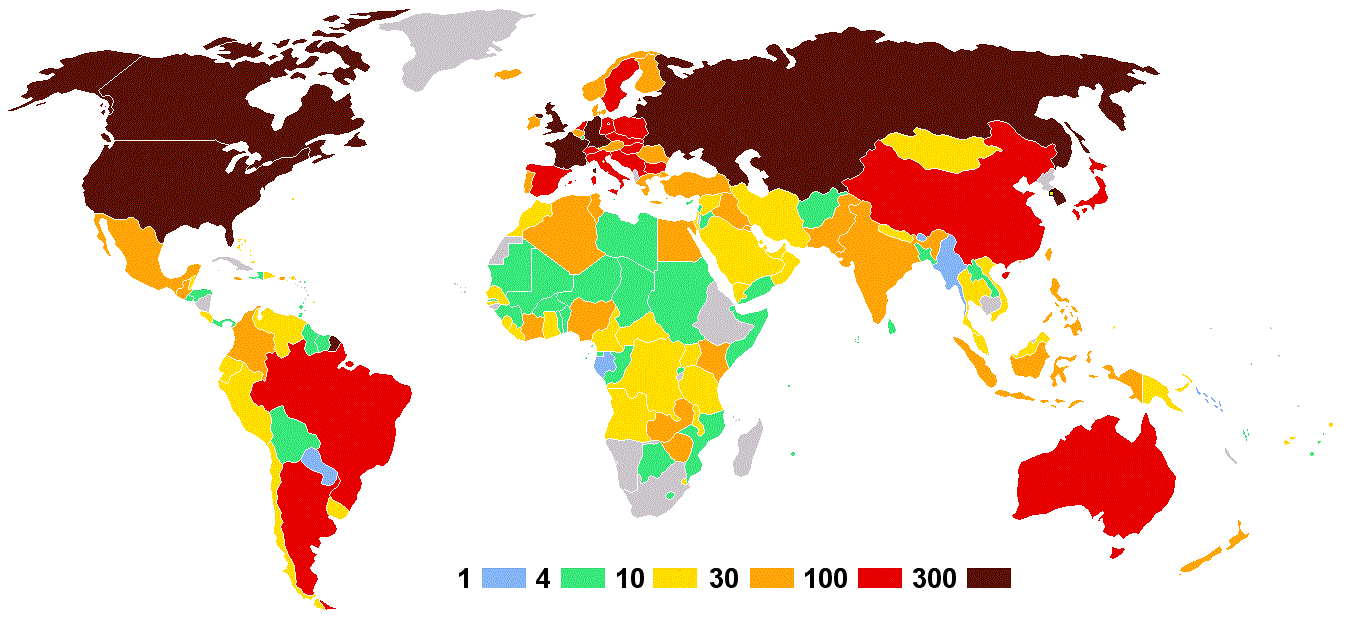
Počet sportovců zastupujících jednotlivé země

| - Afghánistán (5) - Alžírsko (46) - Americká Samoa (6) - Americké Panenské ostrovy (26) - Andorra (3) - Angola (29) - Antigua a Barbuda (16) - Argentina (125) - Aruba (8) - Austrálie (295) - Bahamy (17) - Bahrajn (11) - Bangladéš (6) - Barbados (17) - Barma (2) - Belgie (65) - Belize (10) - Benin (7) - Bermudy (13) - Bhútán (3) - Bolívie (7) - Botswana (8) - Brazílie (171) - Britské Panenské ostrovy (3) - Bulharsko (186) - Burkina Faso (6) - Cookovy ostrovy (6) - Čad (6) - Československo (171) - Čína (293) - Dánsko (92) - Dominikánská republika (16) - Džibutsko (7) - Egypt (54) - Ekvádor (26) - Fidži (24) - Filipíny (33) - Finsko (79) - Francie (309) - Gabon (3) - Gambie (7) - Ghana (18) - Grenada (6) - Guam (20) - Guatemala (30) - Guinea (8) - Guyana (8) - Haiti (4) - Honduras (7) - Hongkong (49) - Chile (18) - Indie (46) - Indonésie (31) | - Irák (31) - Írán (27) - Irsko (65) - Island (32) - Itálie (286) - Izrael (19) - Jamajka (35) - Japonsko (289) - Jižní Jemen (8) - Jižní Korea (467, hostitelská země) - Jordánsko (9) - Jugoslávie (157) - Kajmanské ostrovy (8) - Kamerun (15) - Kanada (379) - Katar (12) - Keňa (76) - Kolumbie (43) - Kostarika (16) - Kuvajt (31) - Kypr (9) - Laos (6) - Lesotho (6) - Libanon (8) - Libérie (8) - Libye (6) - Lichtenštejnsko (12) - Lucembursko (8) - Maďarsko (203) - Malajsie (13) - Malawi (17) - Maledivy (7) - Mali (6) - Malta (9) - Maroko (27) - Mauricius (8) - Mauritánie (6) - Mexiko (91) - Monako (9) - Mongolsko (28) - Mosambik (6) - Německá demokratická republika (291) - Nepál (18) - Niger (8) - Nigérie (76) - Nizozemské Antily (3) - Nizozemsko (192) - Norsko (79) - Nový Zéland (93) - Omán (13) - Pákistán (31) - Panama (6) - Papua Nová Guinea (12) | - Paraguay (10) - Peru (22) - Pobřeží slonoviny (32) - Polsko (152) - Portoriko (70) - Portugalsko (68) - Rakousko (88) - Konžská republika (9) - Rovníková Guinea (6) - Rumunsko (64) - Rwanda (6) - Řecko (58) - Salvador (6) - Země (11) - San Marino (11) - Saúdská Arábie (14) - Senegal (22) - Severní Jemen (11) - Sierra Leone (15) - Singapur (8) - Somálsko (7) - Sovětský svaz (514) - Spojené arabské emiráty (12) - Spojené státy americké (615) - Středoafrická republika (16) - Súdán (8) - Surinam (6) - Svatý Vincenc a Grenadiny (7) - Svazijsko (11) - Sýrie (16) - Šalomounovy ostrovy (7) - Španělsko (269) - Srí Lanka (6) - Švédsko (205) - Švýcarsko (109) - Tanzanie (10) - Thajsko (16) - Tchaj-wan (90) - Togo (6) - Tonga (6) - Trinidad a Tobago (6) - Tunisko (41) - Turecko (50) - Uganda (25) - Uruguay (14) - Vanuatu (6) - Velká Británie (369) - Venezuela (18) - Vietnam (10) - Zair (18) - Zambie (31) - Západní Německo (404) - Zimbabwe (31) |

- Brunej se účastnil pouze obou slavnostních ceremoniálů a jeho delegaci tvořil pouze jeden rozhodčí.

## Výrazné momenty
- Nejúspěšnějšími účastníky her byli plavci: Kristin Ottová (NDR) získala šest zlatých medailí, Matt Biondi (USA) pět zlatých, jednu stříbrnou a jednu bronzovou.
- V Soulu bylo překonáno 33 světových a 227 olympijských rekordů.[4]
- Olympijskou premiéru měl běh žen na 10 000 m a ženská dráhová cyklistika.
- Christa Ludingová se stala jediným sportovcem v historii, který získal ve stejném roce medaili na zimních i letních olympijských hrách: po rychlobruslařském prvenství v Calgary skončila na druhém místě v cyklistickém sprintu.[5]
- Ben Johnson vyhrál běh na 100 metrů ve světovém rekordu 9,79 s, ale vzápětí by diskvalifikován za užívání dopingu. Zakázané látky byly nalezeny také u dvou bulharských vzpěračů, načež se celé bulharské družstvo odhlásilo ze soutěží.